# 埃德松·阿尔瓦雷斯
埃德松·阿尔瓦雷斯（西班牙語：Edson Álvarez，1997年10月24日—），墨西哥男子足球运动员，司职后卫。現時效力於英超球隊西汉姆联。

## 俱樂部生涯
2023年8月10日，英格蘭俱樂部西漢姆聯宣布簽下阿爾瓦雷斯，合約期為五年，據報費用為3500萬英鎊。他獲得了19號球衣。他成為球會第四位墨西哥球員。他於8月20日首次亮相，在 3-1 擊敗切爾西的比賽中，他在第81分鐘替補上場。

## 國家隊生涯
阿爾瓦雷斯曾代表墨西哥参加2018年和2022年国际足联世界杯，其中2018年世界杯止步十六强，2022年世界杯则止步小组赛阶段。

## 榮譽
CF阿美利加
- 墨西哥足球超級聯賽冠軍 : 2018春季
- 墨西哥盃冠軍 : 2019秋季

阿積士
- 荷蘭甲組足球聯賽冠軍 : 2020–21、2021–22
- 荷蘭盃冠軍 : 2020–21

墨西哥國家隊
- 美洲金盃冠軍 : 2019、2023